# Nothingwood
Nothingwood è un film documentario del 2017 diretto da Sonia Kronlund, presentato in anteprima mondiale alla Quinzaine des réalisateurs al Festival di Cannes nel 2017.

## Trama
Salim Shaheen è uno dei registi più prolifici e famosi dell'Afghanistan. Ha un'enorme passione per il cinema, circa 110 film all'attivo e lavora spesso con lo stesso gruppo di attori. Salim è in viaggio con il suo staff per presentare alcuni film, ma approfitta di questo tempo per girare un nuovo prodotto. Il contesto non è però dei più facili, infuria la guerra, scoppiano le bombe, ma il regista tuttofare non si dà per vinto pur di portare a termine il suo progetto. La regista francese Sonia Kronlund lo segue in questo suo percorso al contempo divertente e travagliato.

## Distribuzione
Il film è stato presentato in anteprima mondiale nella categoria Quinzaine des réalisateurs al Festival di Cannes del 2017. In Italia è stato presentato durante il Biografilm Festival 2017 e distribuita poi da I Wonder Pictures.